# Civitaluparella
Civitaluparella est une commune de la province de Chieti dans les Abruzzes en Italie.

## Administration
| Période                                  | Période      | Identité             | Étiquette                                                                     | Qualité |
| ---------------------------------------- | ------------ | -------------------- | ----------------------------------------------------------------------------- | ------- |
| 23 avril 1995                            | 13 juin 2004 | Antonio Peschi       | Liste civique du centre (1993-1997) Liste civique du centre droit (1997-2001) |         |
| 14 juin 2004                             | 7 juin 2009  | Diana Peschi         | Liste civique                                                                 |         |
| 8 juin 2009                              | 25 mai 2014  | Mariano Ficca        | Liste civique                                                                 |         |
| 26 mai 2014                              | En cours     | Alba Loredana Peschi | Liste civique                                                                 |         |
| Les données manquantes sont à compléter. |              |                      |                                                                               |         |

### Communes limitrophes
| Montenerodomo | Pennadomo       | Montebello sul Sangro |
|               | Civitaluparella | Montelapiano Fallo    |
| Quadri        | Borrello        | Pizzoferrato          |